# 군나르 한센

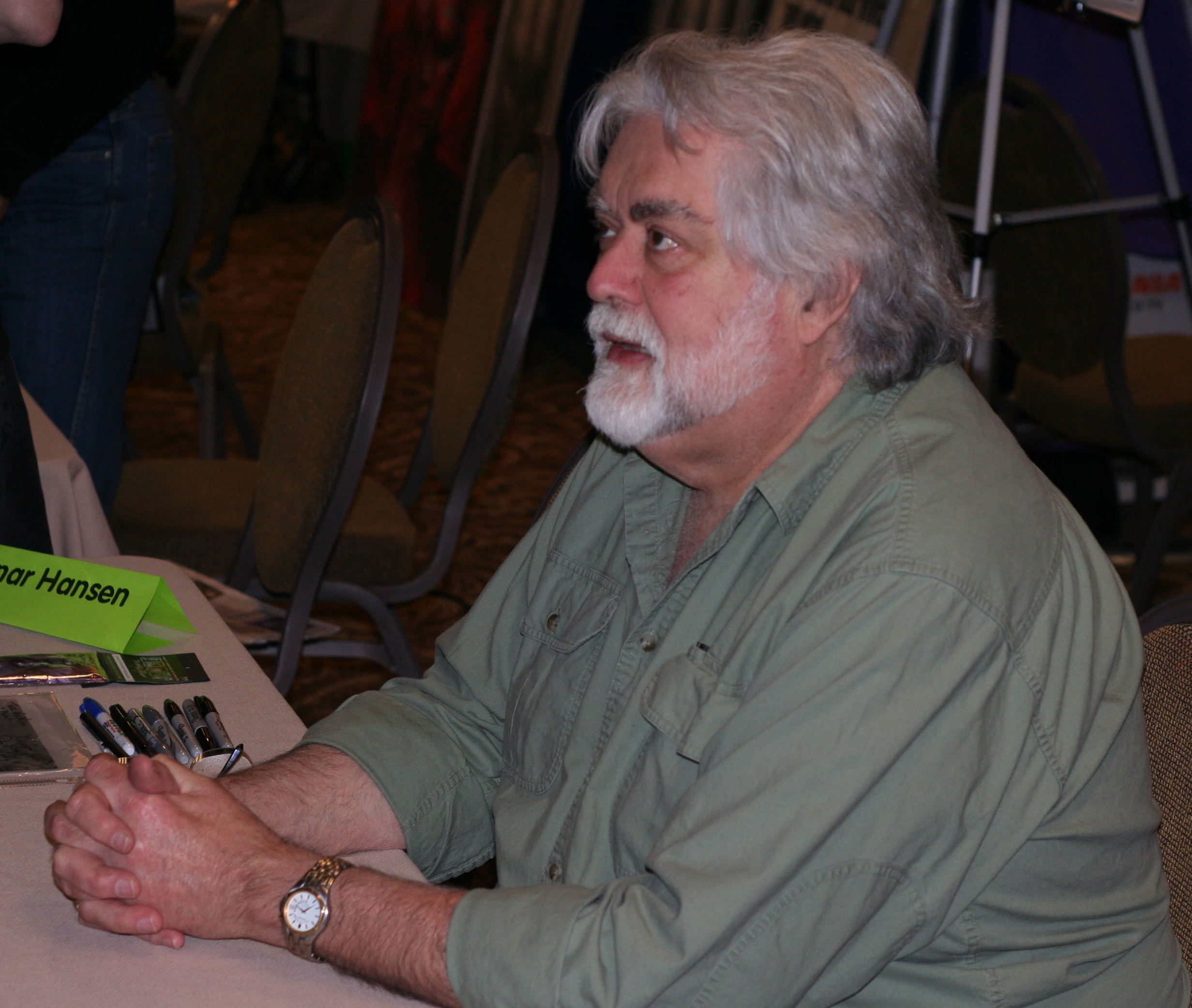

군나르 한센(Gunnar Hansen, 1947년 3월 4일 ~ 2015년 11월 7일)는 아이슬란드의 논픽션 작가, 영화배우, 각본가이다.
레이캬비크에서 태어났다.

## 영화
- 데스 하우스 (2018년)
- 텍사스 전기톱 연쇄살인사건 3D (2013년) - 레더페이스 역
- 익스케이프 오브 더 리빙 데드 (2009년)
- 야만적 학살: 코미디 (2007년)
- 김미 스켈터 (2007년)
- 머더 셋 피시즈 (2004년)
- 모스키토 (1995년) - 얼 더 뱅크보버 역
- 헐리웃 전기톱 매춘부 (1988년)
- 텍사스 전기톱 학살 (1974년) - 래더페이스 역